# 호호바 오일

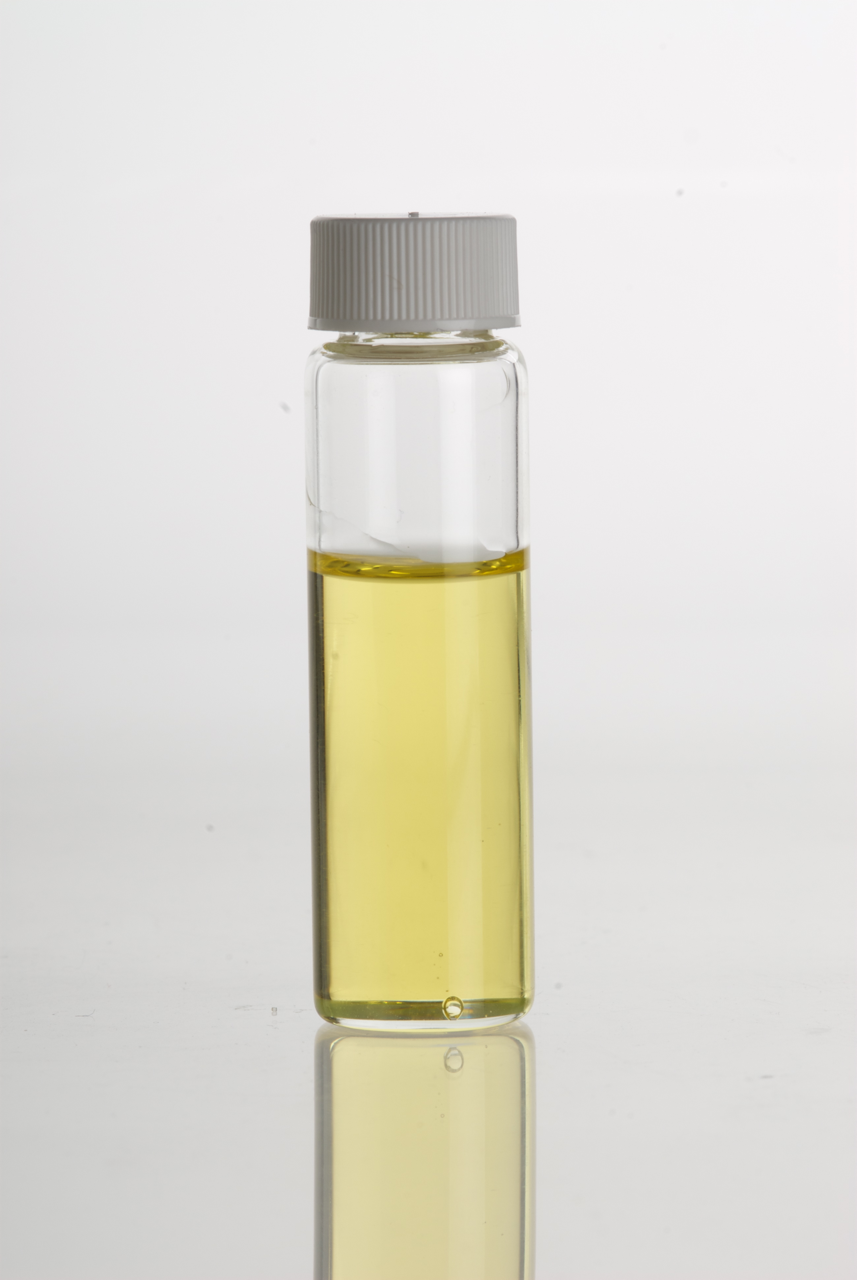
호호바 오일

호호바 오일(Jojoba oil)은 캘리포니아 주, 애리조나 주에 서식하는 관목인 호호바 열매의 씨앗에서 생성되는 액체이다. 기름은 무게 기준으로 호호바 씨앗의 50%를 차지한다. 

## 포토 갤러리

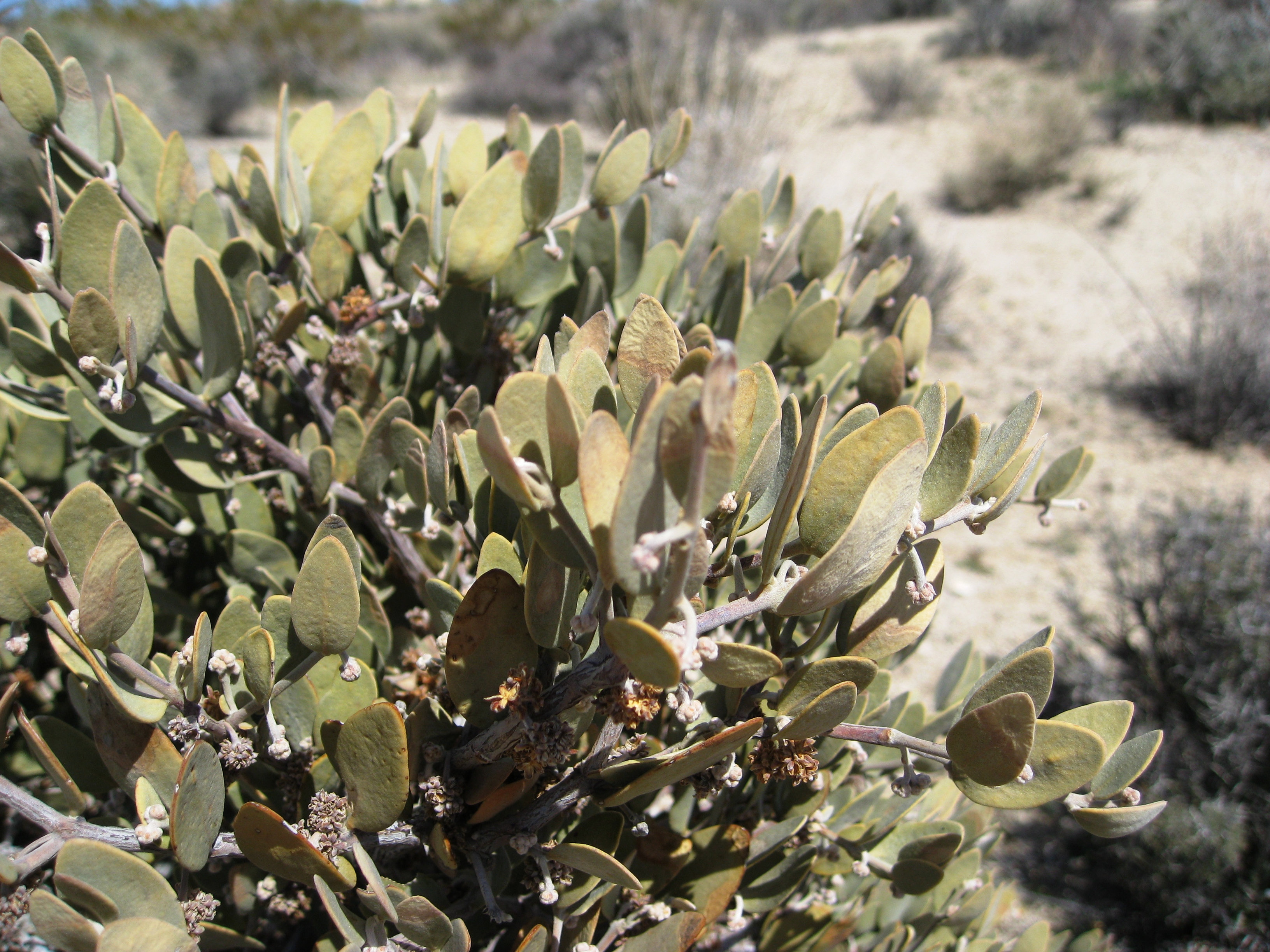
호호바 나무
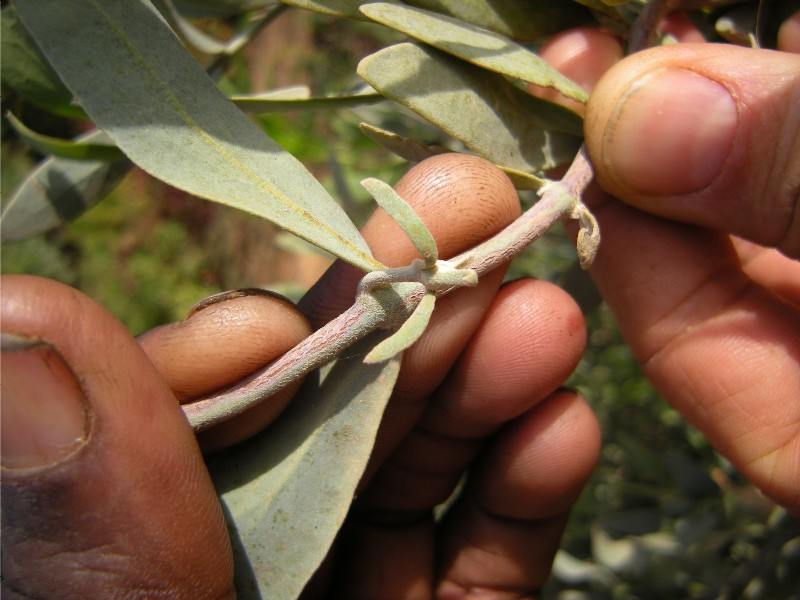
호호바 꽃
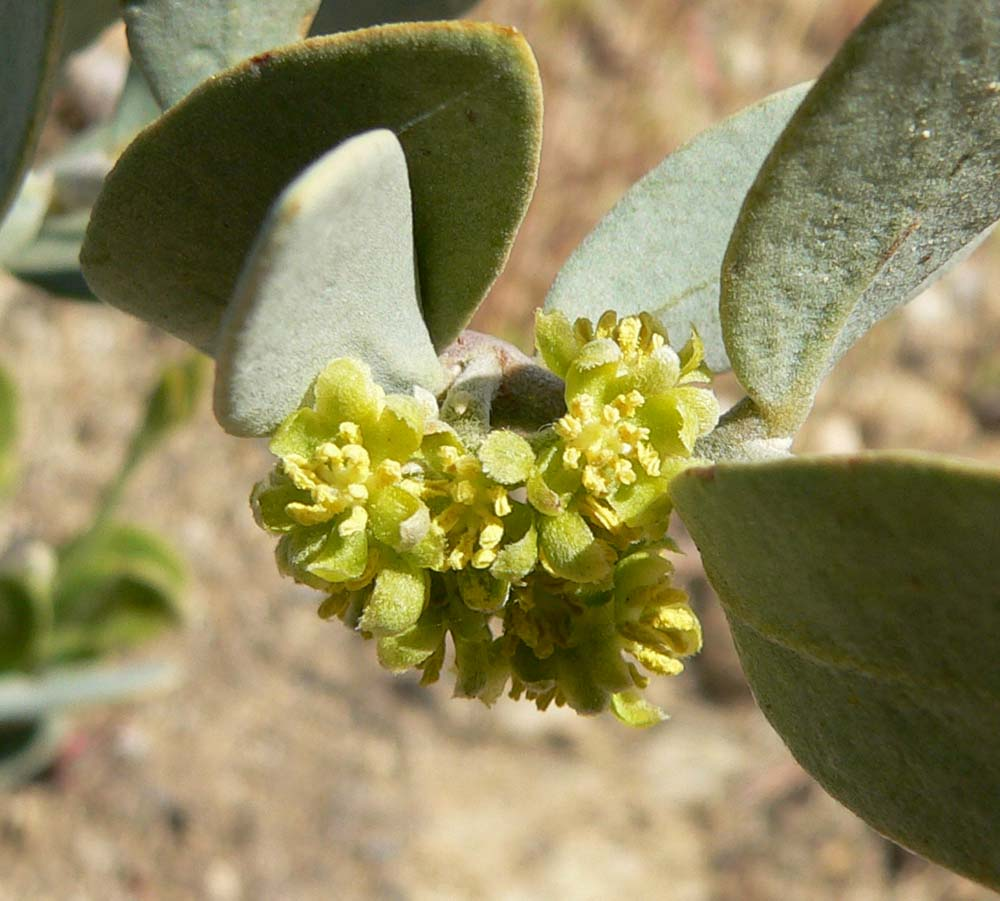
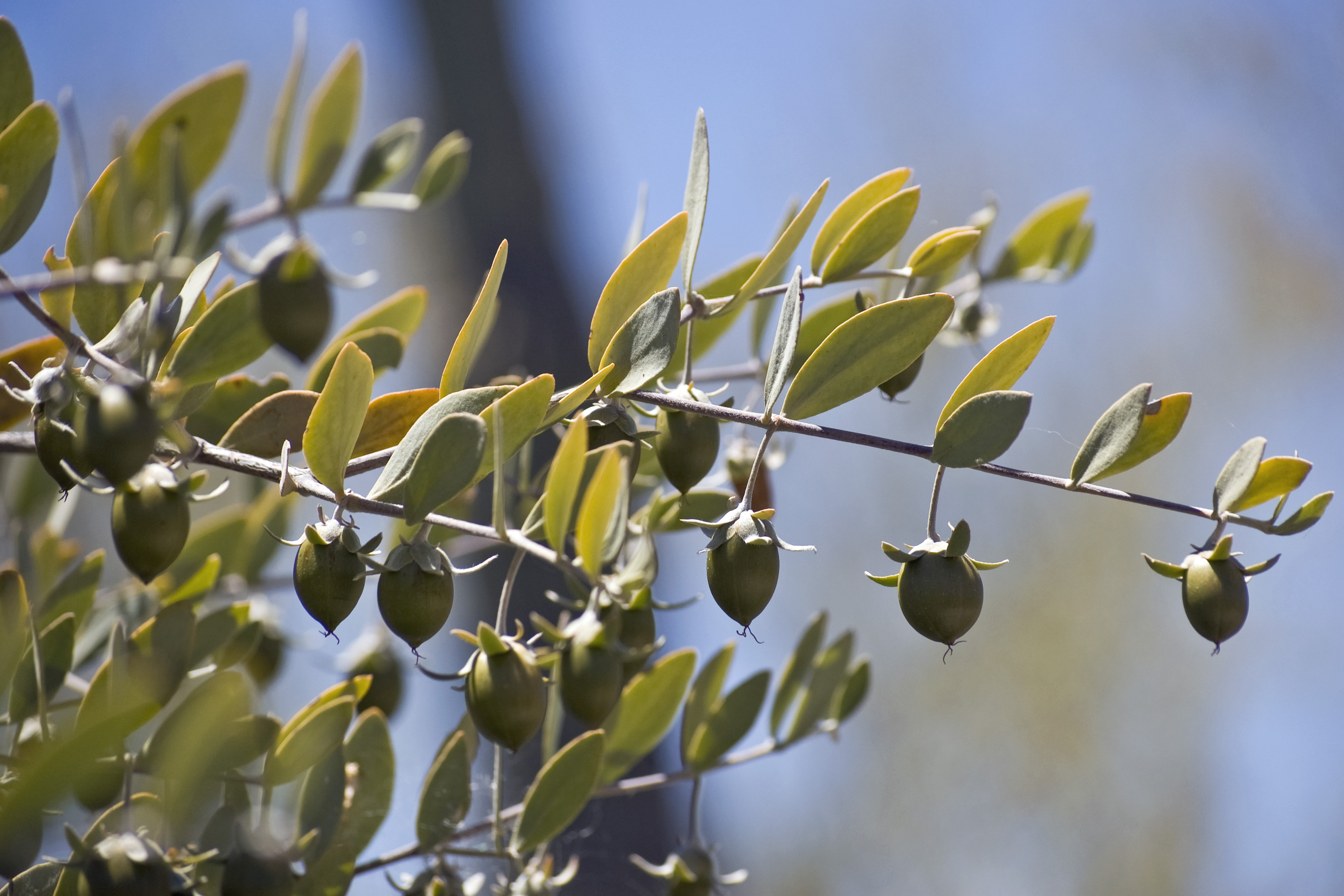
호호바 열매
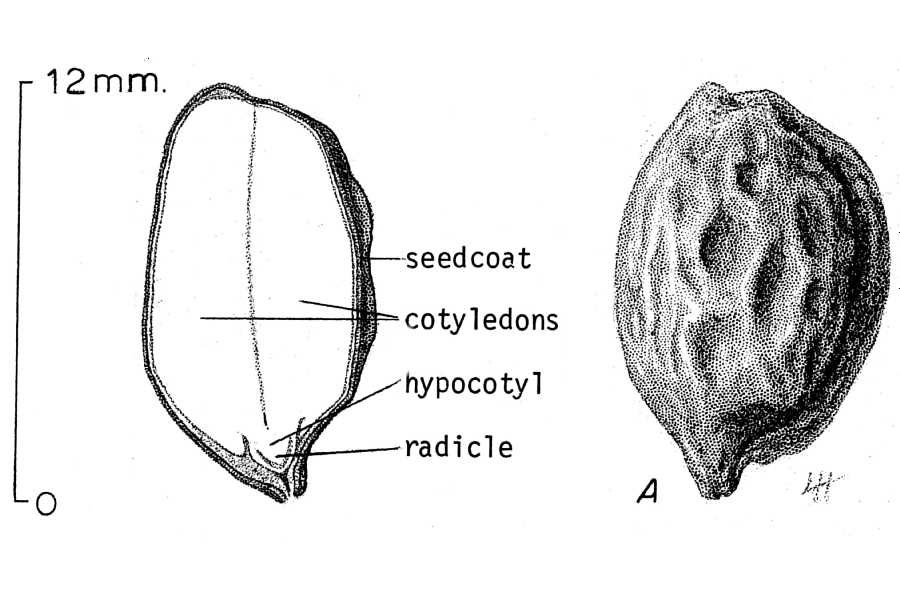
호호바 씨앗